# Bruchidius dahomeyensis
Bruchidius dahomeyensis is een keversoort uit de familie bladkevers (Chrysomelidae). De wetenschappelijke naam van de soort werd in 1952 gepubliceerd door Maurice Pic.